# کنارگذر (راه)

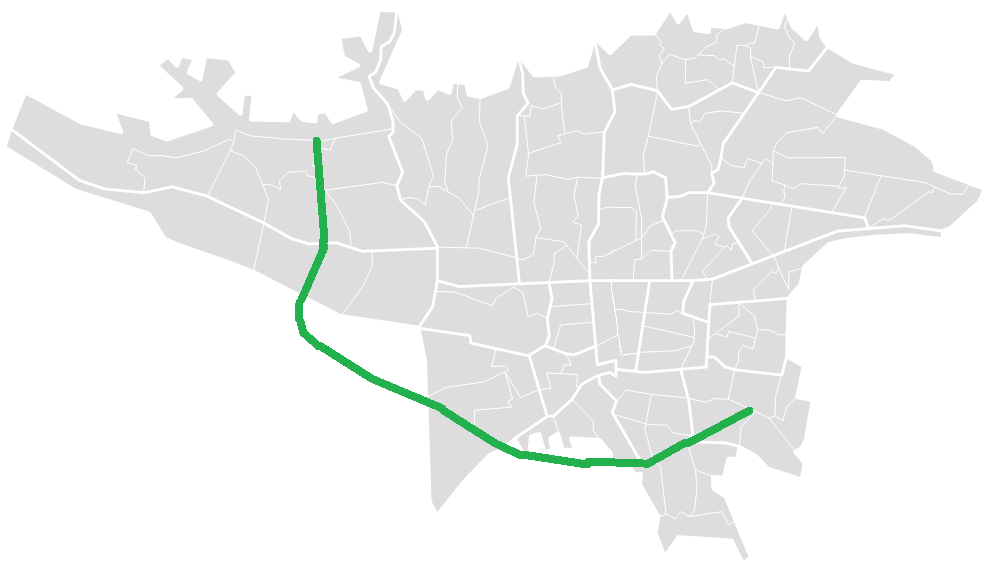
نقشه مسیر بزرگراه آزادگان کنارگذر جنوبی تهران

کنارگذر (به انگلیسی: Bypass) راه (جاده) یا بزرگراه یا آزادراه‌ای است که از گذر از مناطق مسکونی شهرها یا روستا پرهیز می‌کند یا از کنار آن گذر می‌کند تا این که امکان آمدوشد و ترافیک بدون آمیزش با ترافیک شهری فراهم آید. این کار جدا از افزایش سرعت ترافیک به افزایش ایمنی نیز منجر می‌شود. 
اگر کنارگذری به طور کامل محیط شهری را در بر بگیرد به آن کمربندی می‌گویند. کنارگذری که برای آمدوشد خودروهای سنگین اختصاص یافته باشد را مسیر کامیون‌رو می‌گویند. 
از کنارگذرهای شهرهای ایران می‌توان به نمونه‌های زیر اشاره کرد:
- کنارگذر شمال شرقی شیراز
- آزادراه کنارگذر شرقی اصفهان
- آزادراه کنارگذر شمالی مشهد
- آزادراه کنارگذر شمالی کرج
- آزادراه کنارگذر جنوبی تهران
- بزرگراه آزادگان